# District de Gariaband
Le district de Gariaband  (hindi : गरियाबंद जिला) est un district de l'état du Chhattisgarh, en Inde,

## Géographie
Le district a été créé en 2012 à partir du district de Raipur.
Son chef-lieu est la ville de Gariaband. 